# Drepanulatrix behrensaria
Drepanulatrix behrensaria là một loài bướm đêm trong họ Geometridae.